# Cloreto de platina(II)
Cloreto de platina (II) ou cloreto platinoso é um composto químico inorgânico de fórmula PtCl2. É um importante precursor usado na preparação de outros compostos de platina. Existente em duas formas cristalinas, mas as principais propriedades são similares: apresenta-se como um sólido marrom escuro, insolúvel em água, diamagnético e inodoro.

### Composição
O cloreto de platina é formado por cloro(CL) e também por platina(PT) 